# Madona kanclerja Rolina
Madona kanclerja Rolina je oljna slika staronizozemskega mojstra Jana van Eycka iz leta 1435. Hranijo jo v Musée du Louvre, naročil pa jo je Nicolas Rolin, star 60 let , kancler Burgundske vojvodine, katerega votivni portret zavzema levo stran slike, za svojo župnijsko cerkev Notre-Dame-du-Chastel v Autunu, kjer je ostala, dokler cerkev ni leta 1793 zgorela. Po obdobju, ko jo hranijo v stolnici v Autunu, je je bila leta 1805 prenesena v Louvre.

## Opis
Slika prikazuje Devico Marijo, ki jo krona lebdeči angel, medtem ko predstavlja dojenčka Jezusa kancelrju Rolinu. Motiv je postavljen v prostorno ložo z bogato dekoracijo stebrov in reliefov. V ozadju je pokrajina z mestom ob reki, ki naj bi bil verjetno Autun v Burgundiji, Rolinovo rodno mesto. Natančno je prikazana je široka paleta palač, cerkva, otok, most s stolpoma, hribi in polja, ki so enakomerno osvetljeni. Mogoče so nekatera od kanclerjevih zemljišč okoli Autuna vključena v pogled. Meglica pokriva gorsko območje v daljavi. Kot na številnih staronizozemskih slikah je strmina hribov in gora v želji po dramatičnem učinku prikazana veliko večja od realne v lokalnem območju.
Majhen vrt z mnogimi prepoznavnimi cvetovi (vključno z lilijami, irisi, potonikami in vrtnicami), viden tik pred stebri, simbolizira Marijine kreposti. Dve moški figuri, ki nosita chaperon (vrsta pokrivala), gledata skozi prsobran balkona ali mostu. Po vzoru slike Portret Arnolfinijev se ugiba, da lahko predstavljata van Eycka in pomočnika. Figura na desni namreč nosi podobno rdeče pokrivalo chaperon kot domnevni van Eyckov avtoportret v Narodni galeriji v Londonu. Blizu njih sta dve sraki in dva pava, slednja sta simbola nesmrtnosti in ponosa, ki bi jima lahko podlegel celo tako močan človek, kot je Rolin. Vendar Martí Domínguez trdi, pavi so simbol Jezusa Kristusa in srake veljajo za hudobne. Umetniki radi nasprotujejo simbolnim pticam, dihotomiji med dobrim in zlim: Van Eyck, na tabli kanclerja Rolina tudi uporabi pava in srako.
Notranjščina ima zapletene svetlobne vire, značilne za van Eycka, s svetlobo, ki prihaja tako iz osrednjega portika kot iz stranskih stekel. Kancler, katerega močan lik je umetnik dobro upodobil, nosi elegantno oblačilo s krznom; Devica, enake velikosti kot Rolin (precejšnja novost v primerjavi z gotsko slikarsko tradicijo), je namesto tega prekrita z rdečim plaščem. Dojenček Jezus v levi roki drži križ. Perfekcionistično upodabljanje detajlov in tekstur, kot so kapiteli, tlak, zlata krona ali angelova oblačila, so značilnost del Jana van Eycka - ta slika pa je eden najlepših primerov.
Tako kot pri drugih van Eyckovih slikah, tudi tu prostor ni tako preprost, kot se zdi sprva. Primerjava talnih ploščic z drugimi elementi kaže, da so figure oddaljene le tri metre od stebrov zaslona lože in da bi se moral Rolin sam iztisniti skozi odprtino, da bi prišel ven. Številne van Eyckove slike prikazujejo notranji prostor, ki je pravzaprav zelo majhen, vendar je upodobitvi subtilno uspelo ohraniti občutek intimnosti, brez občutka zoženja.

## Spremembe
Infrardeči reflektogram je razkril številne spremembe zaradi podčrtavanja. Rolinu je iz pasu visela velika torbica; ker je na javnih funkcijah postal zelo bogat, se mu je to verjetno zdelo neprimerno. Dojenček Kristus je prvotno kazal na tla. Stari opisi iz Autuna nam povedo, da je slika najprej imela lesen okvir, naslikan iluzionistično z napisi, na videz vklesanimi, kot van Eyckova portreta v Londonu (Léal Souvenir in Portret moža (avtoportret?)).

## Ikonografija
Devica sedi z dojenčkom Kristusom na kolenu (to je na njenih stegnih), ki tvori sedalo za dojenčka. Ta zelo tradicionalen motiv je znan kot prestol modrosti (lat. sedes sapientiae) in ga je pogosto uporabljal Jan van Eyck, ki je pomen izpopolnjeval v zapletenih aluzijah. Marijino telo so pogosto primerjali z oltarjem, na katerem je bil Kristus navzoč, kakor se je verjelo med mašo. Ta slika je bila morda prvotno obešena levo od Rolinovega mesta na čelu njegove kapele v njegovi župnijski cerkvi, med njim in oltarjem. Rolinu ali gledalcu resničnih in skupaj naslikanih Rolinov je Devica naslikana na položaju oltarja v kapeli. Iluminiran rokopis pred Rolinom je odprt na strani z velikim začetnim D, ki verjetno kaže na Domine, labia mea aperies ('Gospod, odpri mi ustnice'), odprt pri Matutinumu; gre torej za horarij.
Arhitektura lože, tako kot na mnogih Van Eyckovih slikah, je oblikovana v bogatem in občutljivem romanskem slogu daleč od gotskega sloga tistega časa. Postavitev verjetno hkrati predstavlja namišljeno stavbo v Autunu in 'nebeško mesto Jeruzalem'; prikazani sta dve osebi iz dveh svetov, njuna okolica pa združuje svet vsakega.
Slika je morda povezana z imenovanjem Rolinovega sina Jeana leta 1436 za avtunskega škofa; na Marijini strani reke je veličastna stolnica. Prav tako je tik nad Rolinovimi rokami manjša cerkev, ki je morda namenjena predstavljanju nove cerkve, posvečene Mariji ali lastne župnijske cerkve Notre-Dame-du-Chastel, ki jo je močno obogatil.
Zdi se, da je vrsta ilustracij sedmih smrtnih grehov, razporejenih med podrobnostmi slike. Reliefi tik nad Rolinovo glavo kažejo (od leve) izgon Adama in Eve iz raja (napuh), ko Kajn ubije Abela je to zavist, Noetovo pijančevanje pa je požrešnost. Levje glave na kapitelih za Rolinom naj bi simbolizirale jezo, drobni sploščeni zajci med bazo stebra in podstavkom v lože po poželenje. Vse te podrobnosti so na Rolinovi strani slike; na drugi, božji strani, niso vidni nobeni ekvivalenti. Manjkata pohlep in lenoba - možno, da ju predstavljata figura samega Rolina (s podložno torbico z denarjem) in brezdelneža na terasi.